# 書面
| ウィキペディアには「書面」という見出しの百科事典記事はありません（タイトルに「書面」を含むページの一覧/「書面」で始まるページの一覧）。 代わりにウィクショナリーのページ「書面」が役に立つかもしれません。 |